# Peter Balko
Peter Balko (ur. 19 września 1988 w Łuczeńcu) – słowacki prozaik, poeta, scenarzysta i dramaturg.

## Życiorys
Studia z zakresu scenariopisarstwa i dramaturgii ukończył w Wyższej Szkole Sztuk Scenicznych w Bratysławie (VŠMU). Obecnie (2020) piastuje stanowisko pedagogiczne na tejże uczelni.
Współtworzył tom poetycki Metrofóbia. Za opowiadanie Labutia balada (Łabędzia ballada) otrzymał nagrodę główną w konkursie Poviedka 2012. Dzieło to stało się podstawą debiutanckiej powieści Vtedy v Lošonci (2014), pol. Wtedy w Loszoncu, Biblioteka Słów, 2019). Za książkę Vtedy v Lošonci otrzymał zaś Nagrodę Jána Johanidesa, Nagrodę Fundacji Banku Tatra oraz nagrodę czytelników Anasoft litera 2015.  
Jest autorem scenariuszy do filmów pełnometrażowych: Kandidát, DOGG, Čiara oraz miniserialu telewizyjnego Moje povstanie (2014, Moje powstanie). W Łuczeńcu od dziesięciu lat organizuje festiwal Medzihmla.
Publikował na łamach pism „Dotyky”, „Pravda”, „Romboid”, „Revue Labyrint”, „Denník N”, „Új szó” oraz „Gömörország”.
W 2022 roku Miłosz Waligórski za przekład na język polski jego „Wyspy Ø” otrzymał Nagrodę „Literatury na Świecie” .
Mieszka w Bratysławie wraz z żoną Verą.